# J Harlen Bretz
J Harlen Bretz  (2 septembre 1882 - 3 février 1981) est un géologue américain, principalement connu pour avoir suggéré et finalement démontré l'existence des Inondations de Missoula ainsi que pour ses travaux sur les grottes.

## Début de carrière
Bretz obtient un Bachelor of Arts en biologie au Collège Albion en 1905, et commence sa carrière en qualité d'enseignant en histoire et géographie physique à Seattle. C'est alors qu'il s'intéresse à la géologie de la partie orientale de l'état de Washington et commence à étudier la géologie glaciaire de la région de Puget Sound . Il poursuit ses études à l' Université de Chicago où il  obtient son doctorat en géologie en 1913. Il est nommé professeur adjoint de géologie, d'abord à l' Université de Washington, puis à l'Université de Chicago.

## Inondations de Spokane: hypothèse qui fait scandale
À partir de l'été 1922, et pendant les sept années suivantes, Bretz mène des recherches sur le terrain, sur le plateau du fleuve Columbia. De 1922 et 1931, il rédige 15 articles.
Depuis 1910, il s'intéressait aux marques d'érosion inhabituelles dans la région après avoir vu une carte topographique récemment publiée d'une cataracte dite Potholes Cataract, le terme signifiant nids-de-poule en anglais, en raison de la présence à cet endroit de dépressions évocatrices. Bretz crée le nom Channeled Scablands en 1923 pour décrire la zone située près de la Grand Coulée, où une érosion massive avait traversé des dépôts de basalte. La région est un désert, mais les théories de Bretz supposent des flots cataclysmiques pour expliquer la formation du paysage. Il invente une autre appellation pour les désigner, dans une publication de 1925 : Spokane Floods.
Bretz affirme dans un article de 1923 que les Channeled Scablands, situés dans l'est de l'état de Washington, ont été causés par des inondations massives survenues dans un lointain passé. Mais cette conception est perçue comme une explication catastrophiste de la géologie, à l'encontre de la théorie dominante, l'uniformitarisme. La théorie de Bretz est donc d'abord discréditée. Cependant, la compréhension de la période glaciaire progressant, les travaux de Bretz sont légitimés et dans les années cinquante, l'exactitude de ses conclusions est finalement reconnue.
Les raisons pour lesquelles Bretz se heurta à l'establishment sont diverses. On peut mentionner la méconnaissance, à l'époque, des régions intérieures reculées du Pacifique Nord-Ouest ainsi qu'une certaine condescendance envers Bretz de l'élite des géologues, issue principalement de l'Ivy league. De plus, sa théorie réhabilitait l'hypothèse d'un déluge biblique, fermement rejetée par la communauté scientifique. La Société de géologie de Washington, DC l'invita cependant à présenter ses travaux lors d'un congrès le 12 janvier 1927. Il était prévu que des géologues y présentent des théories concurrentes. Bretz y vit une embuscade destinée à discréditer publiquement sa théorie afin d'assurer le triomphe de l'uniformitarisme.
Un géologue présent à la réunion, JT Pardee, avait travaillé avec Bretz et disposait de la preuve de l'existence d'un ancien lac glaciaire, ce qui allait dans le sens de la théorie de Bretz. Pardee, cependant, n'avait pas la liberté de parole que Bretz car il travaillait pour l'Institut d'études géologiques des États-Unis. Il ne prit donc pas part au conflit.
Bretz défendit sa théorie, engageant un combat de quarante ans pour faire admettre sa version de l'origine des Scablands. Il écrivait en 1928, «les idées nouvelles sont généralement accueillies défavorablement : les hommes sont choqués de voir leur conception de l'ordonnancement du monde remise en question».
Pardee et Bretz poursuivirent leurs recherches les trente années suivantes, collectant et analysant des preuves qui ont finalement identifié le lac Missoula comme la source des inondations de Spokane et de la géomorphologie des Scablands. Les recherches sur les chenaux d'écoulement des eaux à ciel ouvert et les images satellites de la NASA, dans les années 1970, confirmèrent les théories de Bretz et de Pardee.
Bretz est l'auteur d'un article très important sur la morphologie et l'origine des grottes calcaires (1942) ainsi que d'études détaillées des grottes du Missouri (1956) et de l' Illinois (avec Stanley Harris, 1961).
Bretz était d'origine allemande. Ses parents, Oliver Joseph Bretz et Rhoda Maria Howlett, étaient agriculteurs à Saranac, Michigan. il était l'aîné de cinq enfants. Bretz et sa femme Fanny, qu'il avait rencontrée à Albion College, eurent deux enfants, Rudolf Challis Bretz et Rhoda Bretz Riley. La famille Bretz s'installa à Homewood, dans l'Illinois, où elle acheta un terrain sur lequel elle fit bâtir une maison vendue sur catalogue, en 1921. Bretz la surnomma "le champ de cailloux" (Boulderstrewn), car il avait l'habitude de placer autour de la propriété les roches et les minéraux qu'il collectait ou qu'on lui donnait. Il fit don d'une partie de sa collection à Albion College dans les années 1970  . Boulderstrewn était réputé être un endroit fort animé où Bretz organisait de nombreuses fêtes avec des étudiants et des professeurs de l' Université de Chicago. Les travaux menés après sa retraite ont conduit à la publication de plusieurs ouvrages: Géologie de la région de Chicago (1955), Les grottes du Missouri (1956), Channeled Scablands (1959), Les grottes de l'Illinois (1961) et Histoire géomorphologique des Ozarks (1965) - outre sa Généalogie partielle de la famille de John Bretz, du comté de Fairfield, Ohio, avec une histoire partielle d'une lignée de cette famille (1949).

## Récompenses et honneurs
La Société nationale de spéléologie le nomma membre honoraire en 1954.
Bretz reçut en 1979 la médaille Penrose, la plus haute distinction de la Société de géologie d'Amériquey of America, à l'âge de 96 ans. Après cette récompense, il dit à son fils: "Tous mes ennemis sont morts, donc je n'ai personne face à qui jubiler."
Chaque année, à l' Albion College, le prix J Harlen Bretz est décerné au senior le plus remarquable du département de géologie.
Bretz Drive à Homewood, Illinois a été nommé en son honneur.
Une plaque a été apposée en 1994 à l'extérieur du centre d'accueil du parc national de Dry Falls à Coulee City, Washington, sur laquelle on peut lire : "Dédié à J Harlen Bretz qui nous a patiemment appris que les inondations catastrophiques peuvent parfois jouer un rôle dans les scenarii qu'offre la nature".